# Prussian Blue
Pour les articles homonymes, voir Prussian Blue (homonymie).
Prussian Blue (qui signifie bleu de Prusse en français) était un groupe américain controversé de folk se décrivant comme nationaliste blanc. Il était composé de deux sœurs jumelles, Lynx et Lamb Gaede qui sont nées le 30 juin 1992 à Bakersfield en Californie.
Ce groupe était largement décrit par la presse américaine comme étant néo-nazi et raciste.
Aujourd'hui, les sœurs ont décidé de se retirer de leurs activités militantes ayant trait au nationalisme blanc de type racialiste.

## Historique
Lynx et Lamb Gaede se sont produites pour la première fois sur scène en chantant pour l'« Eurofest », un festival de nationalistes blancs en 2001.
Les jumelles ont enregistré leur premier album Fragment of the Future en 2004, composé uniquement de balades acoustiques et principalement de reprises de groupes néo-nazis. L'année d'après, elles ont enregistré leur second album The Path We Chose au son beaucoup plus rock contenant presque uniquement des compositions. La plupart des chansons de cet album parlent beaucoup moins de nationalisme blanc au profit de sujets plus personnels tels que les garçons ou l'amitié.
En 2005 sort leur DVD Blonde Hair, Blue Eyes, contenant trois vidéoclips ainsi que plusieurs concerts.
Les jumelles ont ensuite déménagé avec leur mère et leur beau-père de Baskerville à Kalispell dans le Montana en 2006 : selon leur mère, Baskerville n'était « pas assez blanche » ; mais leur arrivée dans le Montana n'est pas passée inaperçue, et nombre de leurs voisins de quartier firent tourner une pétition dénonçant « les suprémacistes blancs ».
En 2007, elles ont fait des dates en Europe dans divers concerts nationalistes.
Depuis 2009, leur site officiel ainsi que leur page myspace n'existent plus.
Désormais, les deux adolescentes ont renié la plupart des idées des mouvements nationalistes blancs et affirment être en faveur de la diversité des cultures, si bien qu'elles auraient adhéré à la culture hippie. Toutefois, selon leur mère, Lynx lui aurait dit qu'elle entendait par là la préservation des races et cultures en tant qu'entités séparées et non métissées. En 2012, dans un article paru dans The Mirror, les deux adolescentes affirment avoir complètement répudié les idées qu'elles avaient pu prôner dans le passé. Le cannabis aurait été un des déclencheurs dans ce basculement idéologique, les jumelles ambitionnant même de traverser les États-Unis dans l'optique de soutenir sa légalisation.

## Discographie

### Singles
1. Your Daddy
2. Keepers of the Light (Battlecry featuring Prussian Blue)
3. Stand Up
4. I Will Bleed For You